# Cleofide
Cleofide, SH. 5, est un opéra baroque du compositeur allemand Johann Adolf Hasse sur un livret de Michelangelo Boccardi, créé à Dresde en 1731. L'histoire est basé sur l'Alessandro nell'Indie du poète italien Métastase, qui raconte la conquête du nord de l'Inde par Alexandre le Grand.

## Description
L'opéra est écrit pour Auguste II de Pologne, roi de Pologne et électeur de Saxe. Cleofide est le premier opéra composé par Johann Adolf Hasse pour la Cour de Dresde, par lequel le compositeur entend convaincre celle-ci de l'engager avec son épouse, la cantatrice italienne Faustina Bordoni. 
Cleofide, un opéra en trois actes, est créé le 13 septembre 1731 au königlichen Hoftheater de Dresde. Il rencontre un fort succès lors de sa création et il est repris pour trois représentations. Faustina Bordoni y chante le rôle titre.
Il est ensuite repris à Milan en 1732, puis au San Giovanni Crisostomo de Venise, en 1735, dans une nouvelle version et sous le titre d'Alessandro nell'Indie.

### Rôles
| Rôles                                          | Voix    | Créateurs |
| ---------------------------------------------- | ------- | --------- |
| Cleofide, reine indienne, amoureuse de Poro    | soprano |           |
| Poro, roi indien amoureux, Cleofide            | alto    |           |
| Erissena, sœur de Poro, amoureuse d'Alessandro | soprano |           |
| Gandarte, commandant des armées de Poro        | soprano |           |
| Alessandro, roi de Macédoine                   | alto    |           |
| Timagene, commandant des armées d'Alexandre    | alto    |           |
| Chœur                                          |         |           |

### Résumé
L'histoire se déroule en 325 av. J.-C. en Inde
L'Inde, conquise par Alexandre le Grand, ne trouve pas de repos au sein des conflits des souverains concurrents. Poros, roi battu, soupçonne son amante, Cleophis, reine indienne, de vouloir le trahir au profit d'Alexandre. Ce dernier montre sa grandeur d'âme en refusant d'asservir les vaincus. Cleophis joue avec les sentiments qu'Alexandre éprouve à son égard, dans le but de tenter de sauver son pouvoir. Eryxène, sœur de Poros, et elle-même éprise d'Alexandre, rejette aussi bien Timagène, général d'Alexandre, que Gandartès, général et ami de Poros. Celui-ci est jaloux, Timagène trahit, Gandartès se dévoue, la mort s'apprête à le frapper mais est arrêté par Alexandre.

## Analyse
Les révisions du livret de Métastase effectuées par Michaelangelo Boccardi visent largement à accroître le poids du rôle de Cleofide, créé par Faustina Bordoni, qui chante dans l'opéra six airs, un duo et un duettino. Hasse quant à lui réalise dans Cleofide une anthologie de sa production napolitaine antérieure : la musique de la moitié des airs est ainsi reprise de l'Attalo (1728), de La Sorella amante (1729) et de Tigrane (1729), moyennant parfois de légères adaptations. Dans les arias nouvelles, le compositeur s'attache à mettre en évidence sa capacité à tirer parti des ressources de l'orchestre de Dresde : ainsi l'aria d'Alessandro "Cervo al bosco" de l'acte III, écrite pour le castrat Domenico Annibali, se distingue-t-elle par son accompagnement orchestral inhabituel, avec cor et théorbe concertants. L'opéra, particulièrement spectaculaire et composé dans le nouveau style lyrique napolitain, est un succès pour Hasse, qui s'impose ainsi durablement à la Cour de Dresde. 
La reprise vénitienne du 28 janvier 1736, sous le titre d'Alessandro nell'Indie, est un opéra nettement distinct, où Hasse revient pour l'essentiel à la version originale du livret métastasien et ne maintient identiques qu'une aria, la marche et le duettino de la version de Dresde. L'opéra est interprété notamment par le ténor Angelo Amorevoli dans le rôle d'Alessandro (chanté à Dresde par le castrat Annibali) et par la contralto Vittoria Tesi dans le rôle de Cleofide (chanté à Dresde par la soprano Faustina Bordoni). L'opéra rencontre un grand succès et est repris, toujours à Venise, dans une version révisée, le 15 janvier 1738, avec le ténor Francesco Tolve dans le rôle d'Alessandro.

## Représentations
- En 1994 en version de concert, au Théâtre du Châtelet, repris à Vienne et Montreux, par Les Arts florissants et William Christie.
- En 2005 à Dresde au Sächsische Staatsoper, dirigé par Alessandro de Marchi et mis en scène par Karoline Gruber, les décors étaient assurés par Frank Philipp Schlößmann. Reprise une autre fois la même année, en 2006 deux autres fois puis en 2008 et 2009.

## Enregistrements
- Cleofide chez Capriccio en 1988, avec Emma Kirkby : Cléofide, Derek Lee Ragin : Poro, Agnès Mellon : Erissena, Dominique Visse : Alessandro, Randall K. Wong : Gandarte, David Cordier : Timagène, orchestre de la Cappella Coloniensis sous la direction de William Christie[3].